# Tinting
Tinting is een bestuurslaag in het regentschap Sarolangun van de provincie Jambi, Indonesië. Tinting telt 1334 inwoners (volkstelling 2010).